# Alexandre Charles Lecocq
Alexandre Charles Lecocq (París, 3 de junio de 1832 - París, 24 de octubre de 1918) fue un compositor musical francés. Fue admitido en el Conservatorio en 1849, siendo ya un consumado pianista. Estudió con François Bazin, François Benoist y Fromental Halévy, ganando el primer premio de la armonía en el año 1850, y el segundo premio de fuga en 1852. Adquirió notoriedad por vez primera aganando, compartido con Bizet, el primer premio de una opereta en un concurso creado por Offenbach.
Su opéra comique, Le Docteur Miracle, se estrenó en el Théâtre des Bouffes Parisiens en 1857. Después de escribir constantemente para teatros, no produjo nada de especial éxito hasta Fleur-de-thé (1868), que duró más de un centenar de noches. Les cent vierges (1872) también fue acogida favorablemente. 
Sin embargo, todos sus éxitos anteriores quedaron ensombrecidos por La fille de Madame Angot (Bruselas, 1872), que se estrenó en París en 1873, programándose durante más de 400 noches consecutivas, y que ha ganado desde entonces, y conserva, una enorme popularidad. Después de 1873 Lecocq produjo un gran número de operetas, aunque nunca igualó su temprano triunfo en La fille de Madame Angot. Saint-Saëns fue amigo de Lecocq, y nunca dejó de admirar la música de este último.

## Catálogo de obras escénicas
Esta es una lista completa de las óperas y operetas compuestas por Lecocq, que escribió 21 opéras comiques, 12 opéras bouffes, ocho opérettes, dos «opérettes bouffes», dos «opérettes de salon», dos «saynètes», y una obra de cada una de las siguientes: «bluette bouffe», «comédie-musicale», «féerie», «folie parée et masquée», «opéra monologue», «pantomime», «scéne», «vaudeville» y «vaudeville-opérette».
| Título | Género                 | Actos       | Libretto                                                          | Fecha del estreno                | Lugar del estreno                       |
| Le Docteur Miracle | opéra comique          | 1 acto      | Léon Battu y Ludovic Halévy                                       | 8 de abril de 1857               | París, Théâtre des Bouffes Parisiens    |
| Huis-Clos | opérette               | 1 acto      | Adolphe Guénée y E. Marquet                                       | 29 de enero de 1859              | París, Folies-Nouvelles                 |
| Les prés Saint-Gervais | opéra comique          | 3 actos     | }Victorien Sardou y Philippe Gille                                | 24 de abril de 1862              | París, Variétés                         |
| Le baiser à la porte | opérette de salon      | 1 acto      | Jules de la Guette                                                | 26 de marzo de 1864              | París, Folies-Marigny                   |
| Liline et Valentin | opérette de salon      | 1 acto      | Jules de la Guette                                                | 25 de mayo de 1864?              | París, Folies-Marigny                   |
| Les ondines au champagne | opérette               | 1 acto      | Hippolyte Lefebvre, Jules Pélissié (Victorien Sardou) y Merle     | 3 de septiembre de 1865 o 1866   | París, Folies-Marigny                   |
| Le myosotis | opérette bouffe        | 1 acto      | A. de Noé y William Busnach                                       | 2 o 3 de mayo de 1866            | París, Théâtre du Palais-Royal          |
| Le cabaret de Ramponneau | opérette               | 1 acto      | Jules Le Sire y Amédée Boudin                                     | 11 de octubre de 1867?           | París, Folies-Marigny                   |
| L'amour et son carquois | opéra bouffe           | 2 actos     | A.J.R. Delbès y E. Marquet                                        | 30 de enero de 1868              | París, Athénée-Comique                  |
| Fleur-de-thé | opéra bouffe           | 3 actos     | Henri Chivot y Alfred Duru                                        | 10 de abril de 1868              | París, Athénée-Comique                  |
| Les jumeaux de Bergame | opéra comique          | 1 acto      | William Busnach                                                   | 20 de noviembre de 1868          | París, Athénée-Comique                  |
| Le carnaval d'un merle blanc | folie parée et masquée | 3 actos     | Henri Chivot y Alfred Duru                                        | 10 de diciembre de 1868          | París, Palais-Royal                     |
| Gandolfo | opérette               | 1 acto      | Henri Chivot y Alfred Duru                                        | 16 de enero de 1869              | París, Bouffes-Parísiens                |
| Deux portières pour un cordon | scène                  | 1 acto      | Lucian y Hippolyte Lefebvre                                       | 19 de marzo de 1869              | París, Palais-Royal                     |
| Le rajah de Mysore | opérette bouffe        | 1 acto      | Henri Chivot y Alfred Duru                                        | 21 de septiembre de 1869         | París, Bouffes-Parisiens                |
| Le beau Dunois | opéra bouffe           | 1 acto      | Henri Chivot y Alfred Duru                                        | 13 de abril de 1870              | París, Variétés                         |
| Le testament de M. de Crac | opéra bouffe           | 1 acto      | Jules Moinaux                                                     | 23 de octubre de 1871            | París, Bouffes-Parisiens                |
| Le barbier de Trouville | bluette bouffe         | 1 acto      | Adolphe Jaime fils y Jules Noriac                                 | 19 de noviembre de 1871          | París, Bouffes-Parisiens                |
| Sauvons la caisse | opérette               | 1 acto      | Jules de la Guette                                                | 1871                             | París, Tertulia                         |
| Les cent vierges | opéra bouffe           | 3 actos     | Clairville (Louis-François Nicolaïe), Henri Chivot y Alfred Duru  | 16 o 17 de marzo de 1872         | Brussels, Fantaisies-Parisiennes        |
| La fille de Madame Angot | opéra comique          | 3 actos     | Louis-François Clairville, Victor Koning y Paul Siraudin          | 4 de diciembre de 1872           | Brussels, Fantaisies-Parisiennes        |
| Le fils de Madame Angot | opérette               | 1 acto      | G. Dorfeuil                                                       | 25 de septiembre de 1873         | Paris, Théâtre de la Gaîté-Montparnasse |
| La résurrection de la mère Angot | saynète                | 1 acto      | Louis-François Clairville                                         | 24 de febrero de 1874            | París, Théâtre des Folies-Dramatiques   |
| Giroflé-Girofla | opéra bouffe           | 3 actos     | Eugène Leterrier y Albert Vanloo                                  | 21 de marzo de 1874              | Bruselas, Fantaisies-Parisiennes        |
| La petite mariée | opéra bouffe           | 3 actos     | Eugène Leterrier y Albert Vanloo                                  | 21 de diciembre de 1875          | París, Renaissance                      |
| Le pompon | opéra comique          | 3 actos     | Henri Chivot y Alfred Duru                                        | 10 de noviembre de 1875          | París, Folies-Dramatiques               |
| Kosiki | opéra comique          | 3 actos     | William Busnach y Armand Liorat                                   | 18 de octubre de 1876            | París, Renaissance                      |
| La marjolaine | opéra bouffe           | 3 actos     | Eugène Leterrier y Albert Vanloo                                  | 3 de febrero de 1877             | París, Renaissance                      |
| Le petit duc | opéra comique          | 3 actos     | Henri Meilhac y Ludovic Halévy                                    | 25 de enero de 1878              | París, Renaissance                      |
| La Camargo | opéra comique          | 3 actos     | Eugène Leterrier y Albert Vanloo                                  | 20 de noviembre de 1878          | París, Renaissance                      |
| Le grand Casimir | opérette               | 3 actos     | Jules Prével y Albert de Saint-Albin                              | 11 de enero de 1879              | París, Variétés                         |
| La petite mademoiselle | opéra comique          | 3 actos     | Henri Meilhac y Ludovic Halévy                                    | 12 de abril de 1879              | París, Renaissance                      |
| La jolie Persane | opéra comique          | 3 actos     | Eugène Leterrier y Albert Vanloo                                  | 28 de octubre de 1879            | París, Renaissance                      |
| L'arbre de Noël (con Georges Jacobi) | 'féerie'               | 30 tableaux | Arnold Mortier, Eugène Leterrier y Albert Vanloo                  | 1880                             | París, Théâtre de la Porte Saint-Martin |
| Janot | opéra comique          | 3 actos     | Henri Meilhac y Ludovic Halévy                                    | 21 de enero de 1881              | París, Renaissance                      |
| La roussotte (with Hervé y Marius Boulard) | vaudeville-opérette    | 3 actos     | Albert Millaud, Henri Meilhac y Ludovic Halévy                    | 26 o 28 de enero de 1881         | ParísParís, Variétés                    |
| Le jour et la nuit | opéra bouffe           | 3 actos     | Eugène Leterrier y Albert Vanloo                                  | 5 de noviembre de 1881           | París, Théâtre des Nouveautés           |
| Le cœur et la main | opéra comique          | 3 actos     | Charles Nuitter y Alexandre Beaume                                | 19 de octubre de 1882            | París, Nouveautés                       |
| La princesse des Canaries | opéra bouffe           | 3 actos     | Henri Chivot y Alfred Duru                                        | 9 de febrero de 1883             | París, Folies-Dramatiques               |
| L'oiseau bleu | opéra comique          | 3 actos     | Henri Chivot y Alfred Duru                                        | 16 de enero de 1884              | París, Nouveautés                       |
| La vie mondaine | opéra bouffe           | 3 actos     | Émile de Najac y Paul Ferrier                                     | 13 de febrero de 1885            | París, Nouveautés                       |
| Plutus | opéra comique          | 3 actos     | Albert Millaud y Gaston Jollivet                                  | 31 de marzo de o de mayo de 1886 | París, Opéra-Comique                    |
| Les grenadiers de Mont-Cornette | opéra bouffe           | 3 actos     | Louis Péricaud, Lucien Delormel y Édouard Philippe                | 4 de enero de 1887               | París, Bouffes-Parisiens                |
| Ali-Baba | opéra comique          | 4 actos     | Albert Vanloo y William Busnach                                   | 11 de noviembre de 1887          | Bruselas, Alhambra                      |
| La volière | opéra comique          | 3 actos     | Charles Nuitter y Alexandre Beaume                                | 11 o 12 de febrero de 1888       | París, Nouveautés                       |
| L'égyptienne | opéra comique          | 3 actos     | Henri Chivot, Charles Nuitter y Alexandre Beaume                  | 8 de noviembre de 1890           | París, Folies-Dramatiques               |
| Nos bons chasseurs | vaudeville             | 3 actos     | Paul Bilhaud y Michel Carré                                       | 10 de abril de 1894              | París, Nouveau-Théâtre                  |
| Ninette | opéra comique          | 3 actos     | Charles Clairville fils, Ch. Hubert , G. Lebeaut y Ch. de Trogoff | 28 de febrero de 1896            | París, Bouffes-Parisiens                |
| Ruse d'amour | saynète                | 1 acto      | Stéphane Bordèse                                                  | 26 de junio de 1897              | París, Bodinière                        |
| Barbe-Bleue | pantomime              |             | R. de Saint-Geniès                                                | 1898                             | París, Olympia (Paris)                  |
| La belle au bois dormant | opéra comique          | 3 actos     | Georges Duval y Albert Vanloo                                     | 19 de febrero de 1900            | París, Bouffes-Parisiens                |
| Yetta | opéra comique          | 3 actos     | Fernand Beissier                                                  | 7 u 8 de marzo de 1903           | Bruselas, Galeries Saint-Hubert         |
| Rose Mousse | comédie musicale       | 1 acto      | y ré Alexandre y Peter Carin                                      | 28 de enero de 1904              | París, Théâtre des Capucines            |
| La salutiste | opéra monologue        | 1 acto      | Fernand Beissier                                                  | 14 de enero de 1905              | París, Capucines                        |
| La trahison de Pan | opéra comique          | 1 acto      | Stéphane Bordèse                                                  | 13 de septiembre de 1911         | Aix-les-Bains, Théâtre du Cercle        |
| Miousic (con Rodolphe Berger, Charles Cuvillier, Jules Erlanger, Reynaldo Hahn, Henri Hirchmann, Louis Lecombe, Xavier Leroux, André Messager, Willy Redstone y Paul Vidal) | opérette               | 3 actos     | Paul Ferrier                                                      | 22 de marzo de 1914              | París, Olympia                          |